# Izobutan
Izobutanul (i-butan), de asemenea cunoscut și ca metilpropan, este un compus organic cu formula moleculară C4H10 și este izomerul butanului. Este cel mai simplu alcan cu un carbon terțiar și de asemenea primul alcan care are ramificații (primul izoalcan).